# Hồ Nhĩ Hải
Hồ Nhĩ Hải (tiếng Trung: 洱海, ěrhǎi) trông giống như một cái tai. Nó là một hồ trên núi cao ở miền tây nam Trung Quốc, trong địa phận tỉnh Vân Nam, cách Côn Minh khoảng 265 km (165 dặm) về phía tây tây bắc, tính theo đường chim bay. Hồ Nhĩ Hải còn được biết đến dưới tên gọi Diệp Du Trạch, Côn Di Xuyên, Tây Nhị Hà trong thời kỳ cổ đại. Nó là một trong số 16 hồ thuộc khu bảo hộ tự nhiên cấp quốc gia của Trung Quốc. Trong bài này, từ đây trở đi dùng tên gọi chính xác của nó là hồ Nhị Hải.

## Đặc điểm
Hồ Nhĩ Hải nằm trên độ cao 1.972 m trên mực nước biển. Về kích thước, theo chiều bắc-nam hồ dài 40 km và theo chiều đông-tây hồ rộng trung bình khoảng 7–8 km. Nó chiếm diện tích khoảng 250 km², làm cho nó là hồ lớn thứ hai trên cao nguyên tại Trung Quốc, chỉ sau hồ Điền Trì (298 km²). Chu vi của nó đạt tới 116 km, độ sâu trung bình khoảng 11 m, độ sâu tối đa tới 20 m và tổng dung tích chứa nước đạt tới 2,5-2,82 tỷ m³.
Phía tây hồ Nhĩ Hải là Thương Sơn (苍山), phía đông có Ngọc Án Sơn (玉案山) bao quanh. Nó bắt đầu từ hương Giang Vĩ, huyện Nhĩ Nguyên ở phía cực bắc và kết thúc tại thành phố Đại Lý ở phía tây nam, nhận nước từ sông Di Tư (弥苴) và sông Di Tỳ (弥茨) ở phía bắc, sông Ba La (波罗) ở phía đông nam và khoảng 18 sông suối nhỏ từ dãy núi Thương Sơn. Diện tích lưu vực của nó khoảng 2.565 km². Sông Dạng Giang (漾江) là chỗ thoát ra của hồ ở phía tây nam và cuối cùng nó đổ vào sông Lan Thương (tức sông Mê Kông).

## Lịch sử
Hồ Nhĩ Hải là một hồ do đứt đoạn trong kiến tạo sơn hình thành.
Hồ Nhĩ Hải đã từng được sử dụng như là khu vực chăn nuôi hươu nai của vương quốc Nam Chiếu.

## Du lịch
Từ xưa, người ta đã khái quát về hồ Nhĩ Hải là "tam đảo, tứ châu, ngũ hồ, cửu khúc" (ba đảo, bốn cù lao, năm hồ, chín đoạn uốn cong).
Tam đảo là: Kim Thoa đảo (đảo Thoi Vàng), đảo Ngọc Kỷ, đảo Xích Văn.
Tứ châu là: Thanh Toa Tị châu, Đại Quán Phanh châu (大鹳淜洲), Uyên Ương châu, Mã Liêm châu
Ngũ hồ là: hồ Thái, hồ Liên Hoa, hồ Tinh, hồ Thần, hồ Chử.
Cửu khúc là: Liên Hoa khúc, Đại Quán khúc, Phan Ki khúc, Phượng Dực khúc, La Thì khúc, Ngưu Giác khúc, Ba khúc, Cao Cử khúc, Hạc Chứ khúc.

## Nghề đánh bắt cá
Hồ Nhĩ Hải là nguồn cung cấp thực phẩm quan trọng cho người dân địa phương (người Bạch), những người nổi tiếng vì phương pháp đánh bắt cá của mình: họ huấn luyện chim cốc bắt cá. Những con chim bị ngăn không cho nuốt cá vào bụng bằng cách đeo vòng cổ cho chúng.